# Adunare obștească
Adunările obstești (Congregații generale) erau adunări „reprezentative“ care erau convocate de voievodul Transilvaniei, de regele Ungariei și, mai rar, de vicevoievod. Erau compuse din reprezentanți ai nobilimii, ai clerului înalt, al orășenimii, ai ostașilor și ai țărănimii libere. Aveau atribuții judiciare și, rar, se ocupau cu probleme fiscale sau administrative. Cea mai veche mențiune a Adunării obstești din Transilvania este din 8 iunie 1288. Aceasta atestă existența unui „regnum Transilvanum“, deosebit de „regnum Hungariae“, în frunte cu Roland Borșa, „voyvoda Transsylvanus et comes Zonuk“ cu puteri de real suveran.
Românii sunt amintiți în martie 1291, când regele maghiar Andrei III a ținut la Alba-Iulia o adunare „cu toți prelații, baronii, nobilii, secuii, sașii, românii din toate părțile Transilvaniei“ ... „pentru îndreptarea stării acestora“. Românii mai sunt amintiți la Congregația generală din mai 1355, ținută de voievod la Oprișani  lângă Turda.
După 1437, în locul „Congregațiilor voievodale“ au apărut „Congregațiile generale ale nobilimii“, alcătuite din „stările privilegiate“ - nobilimea maghiară, sașii și secuii. „Stările privilegiate“ au folosit aceste adunări pentru făurirea alianței lor împotriva țărănimii, în general și, în special, împotriva românilor considerați „națiune tolerată“.
Din secolul al XVI-lea Congregațiile se transformă în Dietă. În condițiile în care Transilvania a devenit principat autonom, problemele mai importante de politică externă și internă aveau să fie soluționate în principiu de Dietă.